# مونروي
بلدية مونروي (بالإسبانية: Monroy)‏، هي بلدية تقع في مقاطعة قصرش والتي تقع في منطقة إكستريمادورا، غرب إسبانيا.
يبلغ عدد سكانها 1.014 نسمة وفقاً لإحصائية سنة (2002).

## توأمة
لمونروي اتفاقيات توأمة مع:
- رينتيريا